# Fritz Flandrak
Fritz Flandrak (links) während einer Gerichtsverhandlung im Oktober 1937

Link zum Bild

Friedrich „Fritz“ Flandrak (geb. 16. Juni 1893 in Wien; gest. 1945 im KZ Auschwitz):211 war ein österreichischer Rechtsanwalt, Fachautor und Dramatiker.

## Leben
Fritz Flandrak wurde als Sohn des Kaufmanns Karl Flandrak (1849–1941) und seiner Ehefrau Irene geb. Keppich (gest. 1936) geboren. Sein Bruder war der Regierungsrat und Bankier Josef Paul Flandrak (1888–1984), der mit der Opernsängerin Lotte Schöne verheiratet und von 1912 bis 1915 Leiter der Presseabteilung des gemeinsamen Finanzministeriums unter Leon von Biliński war.
Flandrak erwarb drei Doktorgrade an der Universität Wien. Nach seiner Promotion zum Dr. iur. an der Juridischen Fakultät am 9. Juli 1917 promovierte er am 29. März 1920 mit einer geschichtswissenschaftlichen Arbeit über Römische Wirte und Wirtshäuser zum Dr. phil. und erwarb schließlich am 20. Dezember 1935 den Grad eines Dr. rer. pol. Er war seit 1934 in die Wiener Rechtsanwaltsliste eingetragen und betrieb eine Kanzlei in der Mariahilfer Straße 74a.
Er war als juristischer Fachautor tätig und verfasste darüber hinaus gemeinsam mit Walter Firner das zum Teil dokumentarische Schauspiel Hohes Gericht!, das am 26. Februar 1935 unter der Regie von Josef Glücksmann – mit einem Jugendverbot belegt – im Raimundtheater zur Uraufführung kam. Es handelt wie sein im selben Jahr im Stadttheater Preßburg uraufgeführtes Werk Oberleutnant Hofrichter vom kontroversen Kriminalfall um den als Giftmörder verurteilten Adolf Hofrichter.:139 In Hans Habes Buch Meine Herren Geschworenen (1964) tritt der „bekannte Strafverteidiger“ Flandrak, beschrieben als „ein blonder junger Mann mit lebhaften, manchmal von fanatischem Enthusiasmus glühenden Augen“, als Verfechter der Rehabilitierung Hofrichters auf.
Infolge des „Anschlusses“ Österreichs als Jude verfolgt und zur Flucht genötigt emigrierte er im Juni 1938 in die Schweiz und später nach Frankreich. Am 30. August 1941 wurde die Zwangsausbürgerung Flandraks und seiner Ehefrau Hedwig geb. Mosczisker (geb. 3. Mai 1900 in Wien), Mutter des gemeinsamen Sohnes Hans Bernhard Flandrak (geb. 1931), im Deutschen Reichsanzeiger verlautbart. Damit wurde die Familie staatenlos und ihr Vermögen vom Deutschen Reich konfisziert. Zudem wurden Flandrak mit Wirkung vom 17. Juli 1942 sämtliche Doktorgrade entzogen. Er wurde in Südfrankreich verhaftet, im Sammellager Drancy inhaftiert und am 3. Februar 1944 mit dem Transport Nr. 67 in das Vernichtungslager Auschwitz deportiert, wo er den Tod fand. Am 15. Mai 1955, dem Tag der Unterzeichnung des Österreichischen Staatsvertrages, wurden ihm seine Doktorgrade rückwirkend vom Tag der Aberkennung posthum wiederverliehen.

## Schriften
- Die persönlichen Sicherungsmittel im Strafrecht und im Strafverfahren. Manz, Wien 1932.[9]
- Die Präsumtionen im Strafrecht. Manz, Wien 1933.
- Die Auswirkungen einer individualistischen und universalistischen Staatsauffassung auf die Gestaltung des Strafrechts. Manz, Wien 1934.[10]
- mit Walter Firner: Hohes Gericht! Marton, Wien o. J.